# Halbturn
Halbturn (ungarisch Féltorony) ist eine Gemeinde mit 1871 Einwohnern (Stand 1. Jänner 2025) im Burgenland im Bezirk Neusiedl am See in Österreich.

## Geografie
Halbturn (burgenländisch „Hoibtuan“) liegt nahe der ungarischen Grenze. Weiterer Ortsteil ist Wittmannshof.

### Nachbargemeinden
| Mönchhof               |                                             | Nickelsdorf |
| Frauenkirchen          | Kompassrose, die auf Nachbargemeinden zeigt | Ungarn      |
| Sankt Andrä am Zicksee |                                             | Andau       |

## Geschichte
Die Gegend um Halbturn war bereits in römischer Zeit besiedelt. Bei archäologischen Grabungen wurden ein Gräberfeld aus der Kaiserzeit sowie eine römische Villa gefunden. Im Jahr 2008 entdeckte ein Team von Archäologen ein Amulett aus dem 3. Jahrhundert n. Chr. in Form einer goldenen Schriftrolle mit den Worten des jüdischen Gebets Schma Jisrael. Es gilt als der früheste erhaltene Beweis für eine jüdische Präsenz im heutigen Österreich.
Die erste urkundliche Erwähnung Halbturns war im Jahre 1466, eine Urkunde berichtet über einen langjährigen Grenzstreit zwischen dem Konvent des Stiftes Heiligenkreuz, Grundherr in Mönchhof, und den Grafen von Bazin, den Besitzern von Halbturn, die eine Vergrößerung ihres Besitzes anstrebten. König Matthias Corvinus wurde gebeten, als oberster Richter zu fungieren. Am Feste des Hl. Georg trafen sich die streitenden Parteien. Ein Kommissär des Königs sprach an Ort und Stelle die Grundstücke und Weingärten dem Stift Heiligenkreuz zu.
In der genannten Urkunde von 1466 wird Halbturn zwar erstmals namentlich erwähnt, doch wurde der Ort vermutlich früher gegründet. Vom „alten, ersten Halbturn“ ist bis heute über Aussehen, Größe, Bewohner etc. nichts bekannt.
Weitere urkundliche Erwähnungen sind 1487/88 „villa Felthorom, Felthoron“ und 1493 „poss. Holbenthurm“.

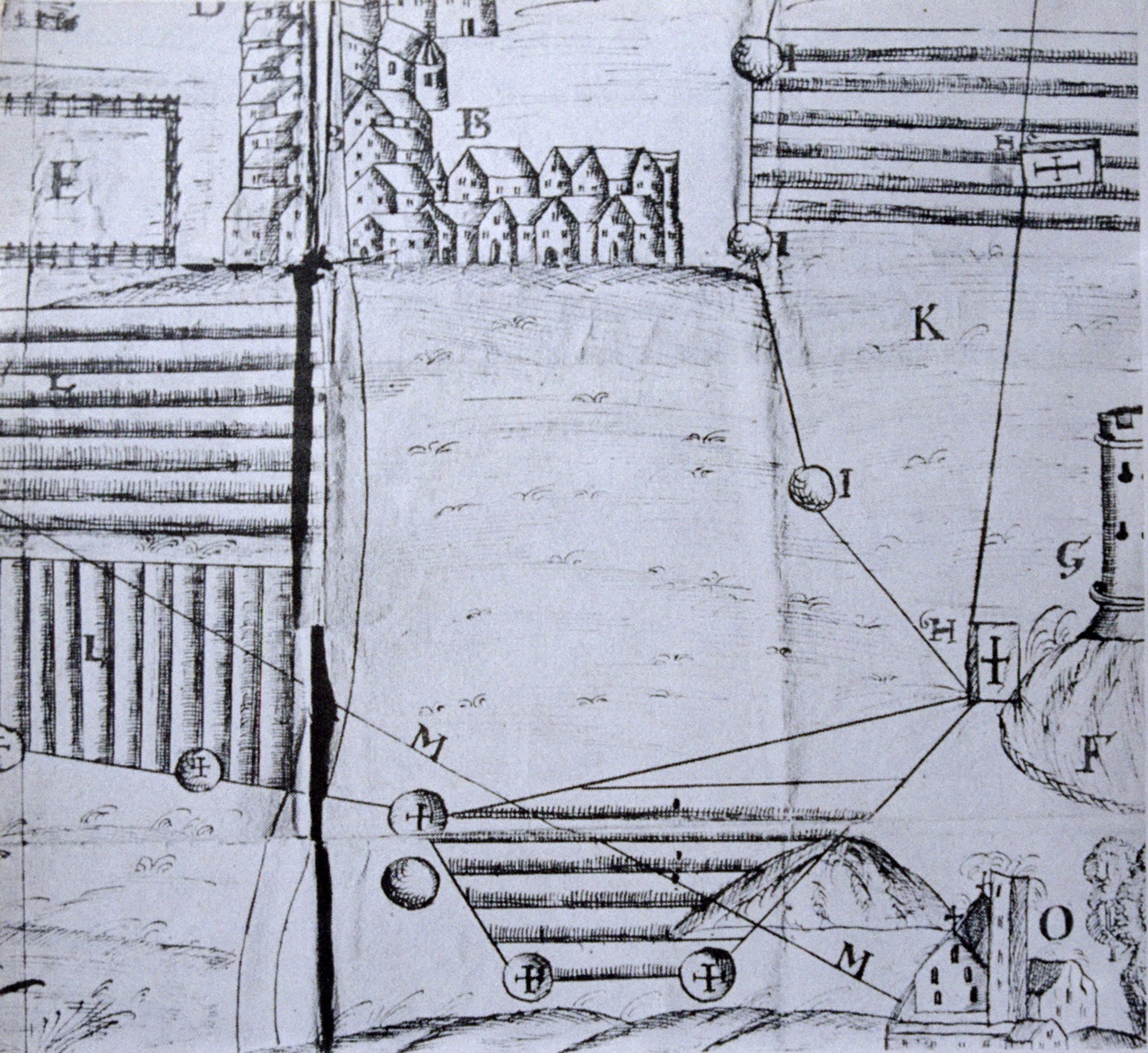
Der „Halbe Turm“ auf einem Plan aus dem Jahre 1650. Im Norden (E) ist Mönchhof und im Südosten (O) Frauenkirchen eingezeichnet.

Der Name Halbturn leitet sich wahrscheinlich von einem halbverfallenen Turm eines alten Kastells ab. Dieser halbe Turm ist im „Mönchhofer Hotterbüchl“ abgebildet. Ob der Zeichner nur zur besseren Erklärung des Gebietes diesen Turm gezeichnet hat, oder er tatsächlich bestanden hat, konnte bisher nicht geklärt werden. Der Turm könnte jedoch zur Verteidigung der wichtigen Straßenkreuzung von Neusiedl nach Altenburg (Magyaróvár) und von Ödenburg (Sopron) nach Preßburg (Bratislava) gedient haben. Der Standort dieses Turmes könnte im Bereich des Schlosses gewesen sein und auch die Grundrissform des dritten Schlosshofes entspräche der eines Turmes. Bildliche oder schriftliche Beweise dafür gibt es jedoch nicht.
Herrschaft und Besitzer
Halbturn gehörte zur Herrschaft Ungarisch-Altenburg (Magyaróvár), die damals im Besitz der Grafen von Bösing (Bazin) und St. Georgen (bei Preßburg) war und zum Königreich Ungarn gehörte. 1516 nach dem Aussterben der Familie kam die Herrschaft wieder an die ungarische Krone zurück als unmittelbares ungarisches Krongut. Der ungarische König Ludwig II. schenkte die Herrschaft seiner Gemahlin Maria (1505–1558), der Schwester des Habsburgers Ferdinand I., als Witwengut. 1526, nach dem Tode Ludwigs II., übernahm Maria ihren Witwensitz und hielt sich bis 1528 im Komitat auf. Auf dem Gelände des zerstörten Halbturn fand nach der Eroberung Budapests durch die Türken im Jahre 1540 das Gestüt der ungarischen Königinwitwe Maria eine neue Heimstätte. König Ferdinand I. gestattete hierbei seinem Höfling Eizinger die Errichtung eines Gestüts auf dem Halbturner Gelände. Nach dem Ableben Marias kam der Besitz wieder in die direkte Verwaltung der Habsburger zurück, da durch das Aussterben der ungarischen Könige die Habsburger deren Stellung übernahmen.
Der Ort gehörte, wie das gesamte Burgenland, bis 1920/21 zu Ungarn (Deutsch-Westungarn). Seit 1898 musste aufgrund der Magyarisierungspolitik der Regierung in Budapest der ungarische Ortsname Féltorony verwendet werden.

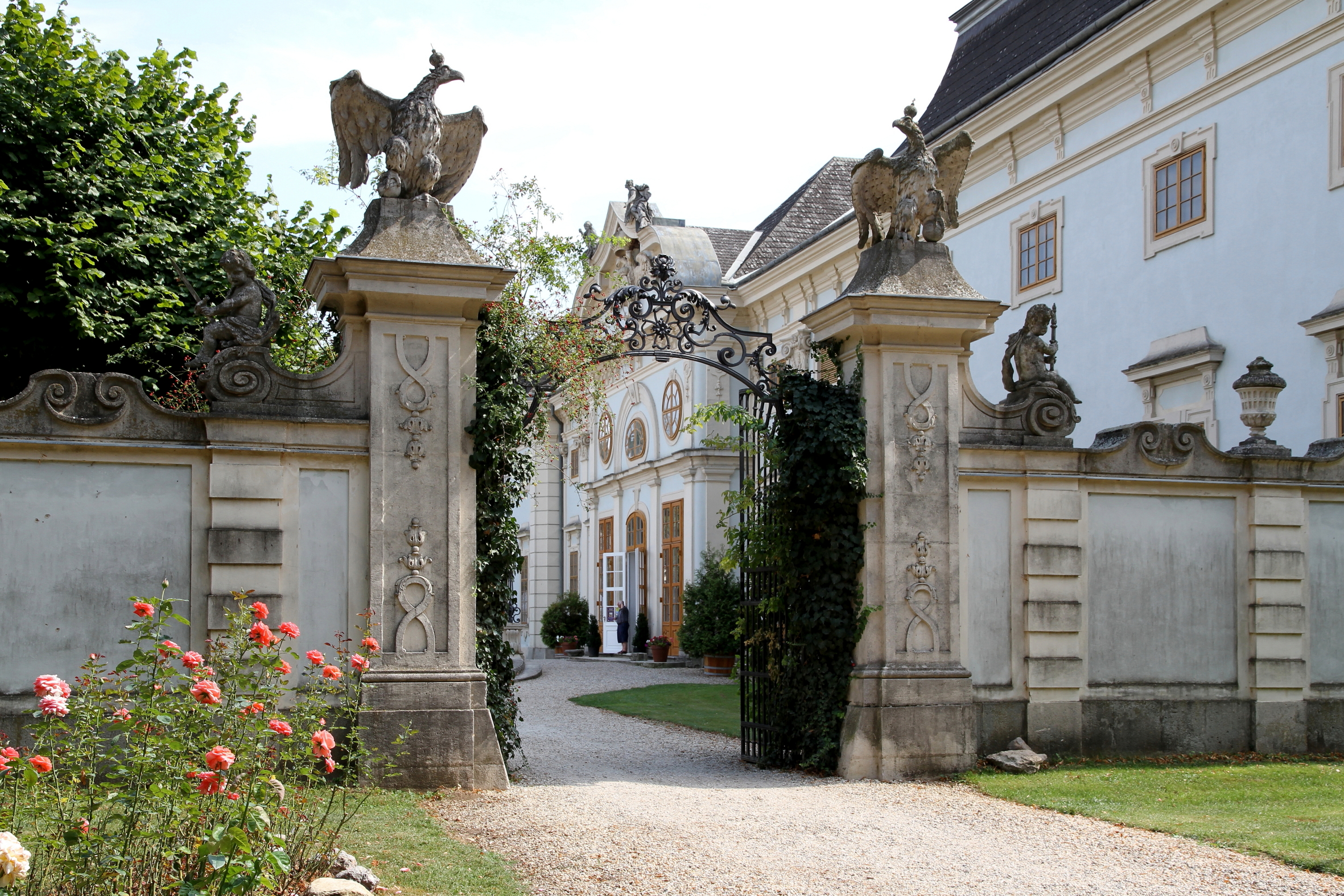
Das westseitige Portal und der Hauptbau des Schlosses Halbturn

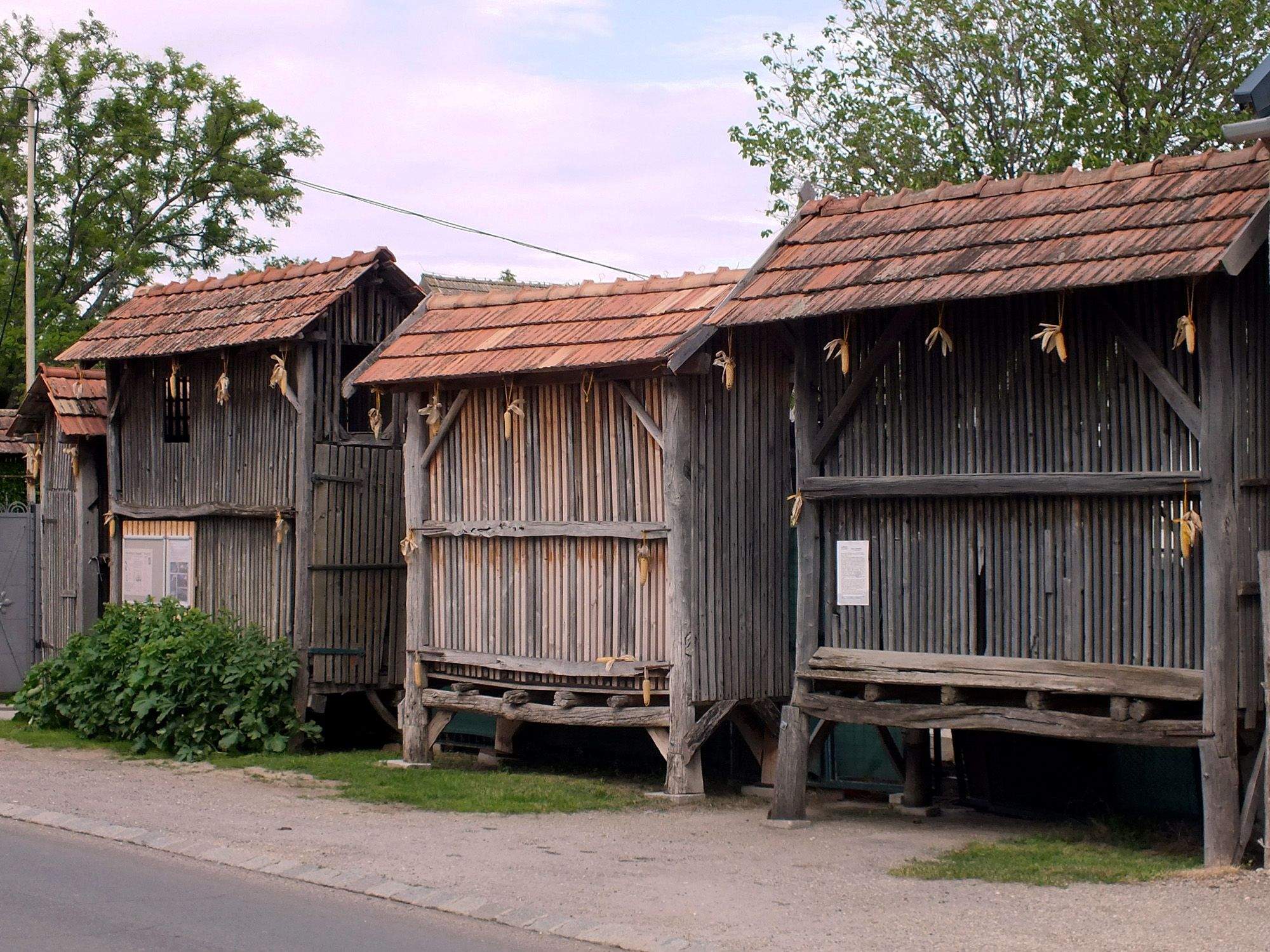
Tschardaken („kleine Holzhäuschen“) sind in Halbturn noch zahlreich vorhanden

### Historische Landkarten

Halbthurn/Fel-Torony und seine Umgebung um 1873 (Aufnahmeblätter der Landesaufnahme)
Schloss (Mitte unten) und Umgebung im Norden
Ortskern (Mitte oben) und südliche Umgebung (Seewinkel)

### Bevölkerungsentwicklung
| Halbturn: Einwohnerzahlen von 1869 bis 2025         | Halbturn: Einwohnerzahlen von 1869 bis 2025 | Halbturn: Einwohnerzahlen von 1869 bis 2025 | Halbturn: Einwohnerzahlen von 1869 bis 2025 | Halbturn: Einwohnerzahlen von 1869 bis 2025 |
| --------------------------------------------------- | ------------------------------------------- | ------------------------------------------- | ------------------------------------------- | ------------------------------------------- |
| Jahr                                                |                                             |                                             |                                             | Einwohner                                   |
| 1869                                                | 1869                                        |                                             | 2.093                                       | 2.093                                       |
| 1880                                                | 1880                                        |                                             | 2.473                                       | 2.473                                       |
| 1890                                                | 1890                                        |                                             | 2.263                                       | 2.263                                       |
| 1900                                                | 1900                                        |                                             | 2.429                                       | 2.429                                       |
| 1910                                                | 1910                                        |                                             | 2.460                                       | 2.460                                       |
| 1923                                                | 1923                                        |                                             | 2.179                                       | 2.179                                       |
| 1934                                                | 1934                                        |                                             | 2.201                                       | 2.201                                       |
| 1939                                                | 1939                                        |                                             | 2.142                                       | 2.142                                       |
| 1951                                                | 1951                                        |                                             | 1.995                                       | 1.995                                       |
| 1961                                                | 1961                                        |                                             | 1.917                                       | 1.917                                       |
| 1971                                                | 1971                                        |                                             | 1.913                                       | 1.913                                       |
| 1981                                                | 1981                                        |                                             | 1.896                                       | 1.896                                       |
| 1991                                                | 1991                                        |                                             | 1.856                                       | 1.856                                       |
| 2001                                                | 2001                                        |                                             | 1.880                                       | 1.880                                       |
| 2011                                                | 2011                                        |                                             | 1.898                                       | 1.898                                       |
| 2021                                                | 2021                                        |                                             | 1.919                                       | 1.919                                       |
| 2025                                                | 2025                                        |                                             | 1.871                                       | 1.871                                       |
| Quelle(n): Statistik Austria, Gebietsstand 1.1.2021 |                                             |                                             |                                             |                                             |

## Kultur und Sehenswürdigkeiten

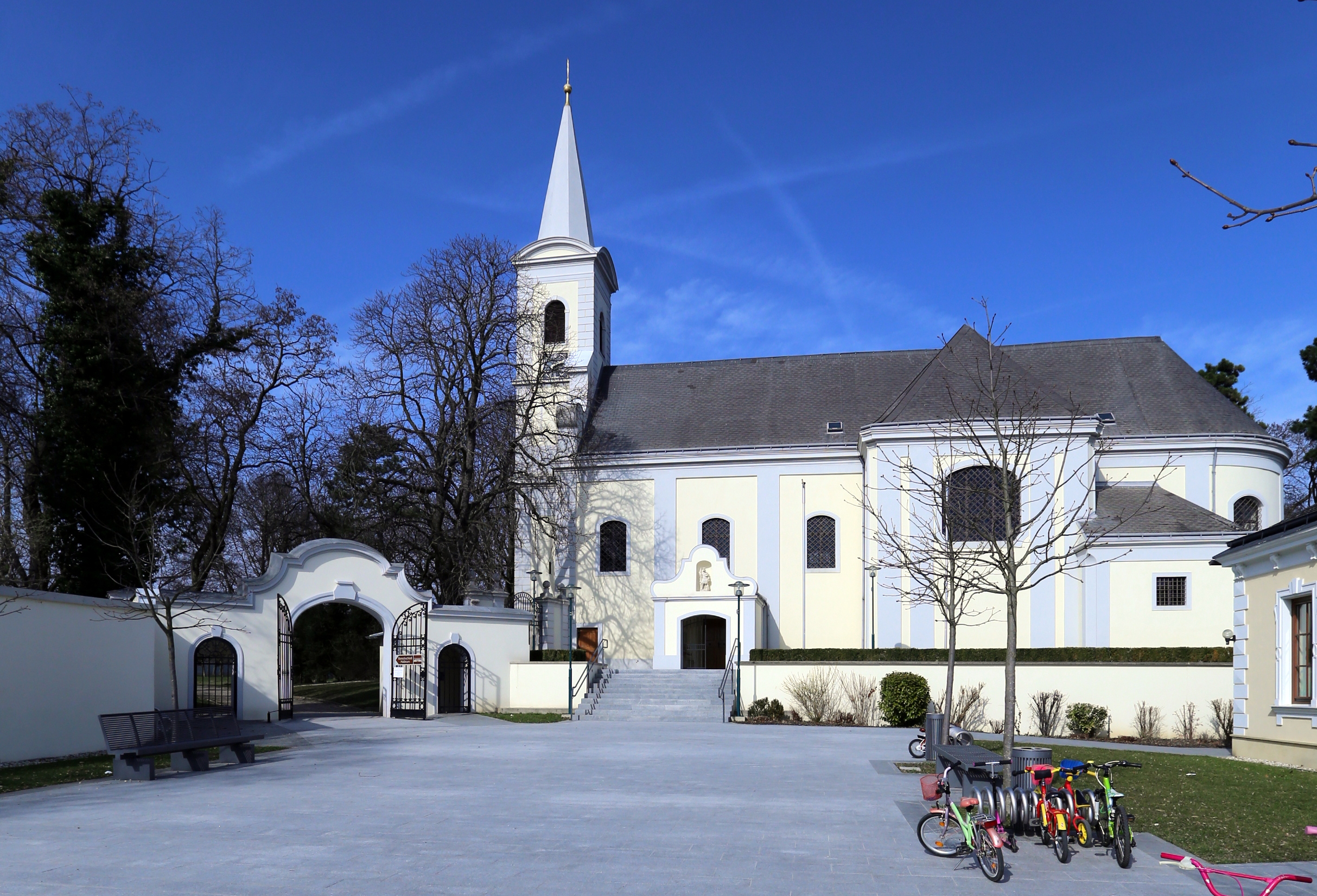
Pfarrkirche hl. Joseph von Nazaret

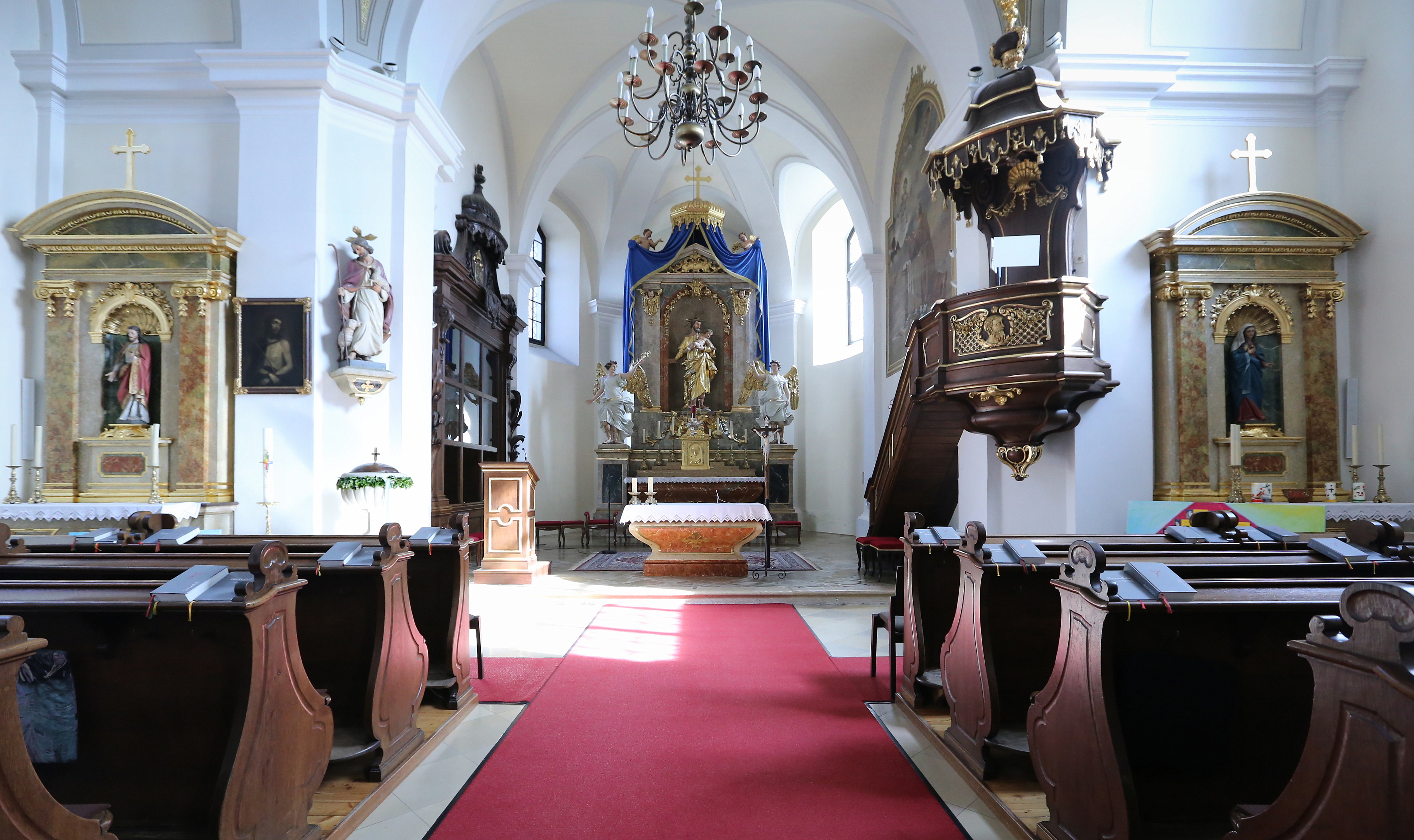
Hochaltar und Innenraum der Pfarrkirche

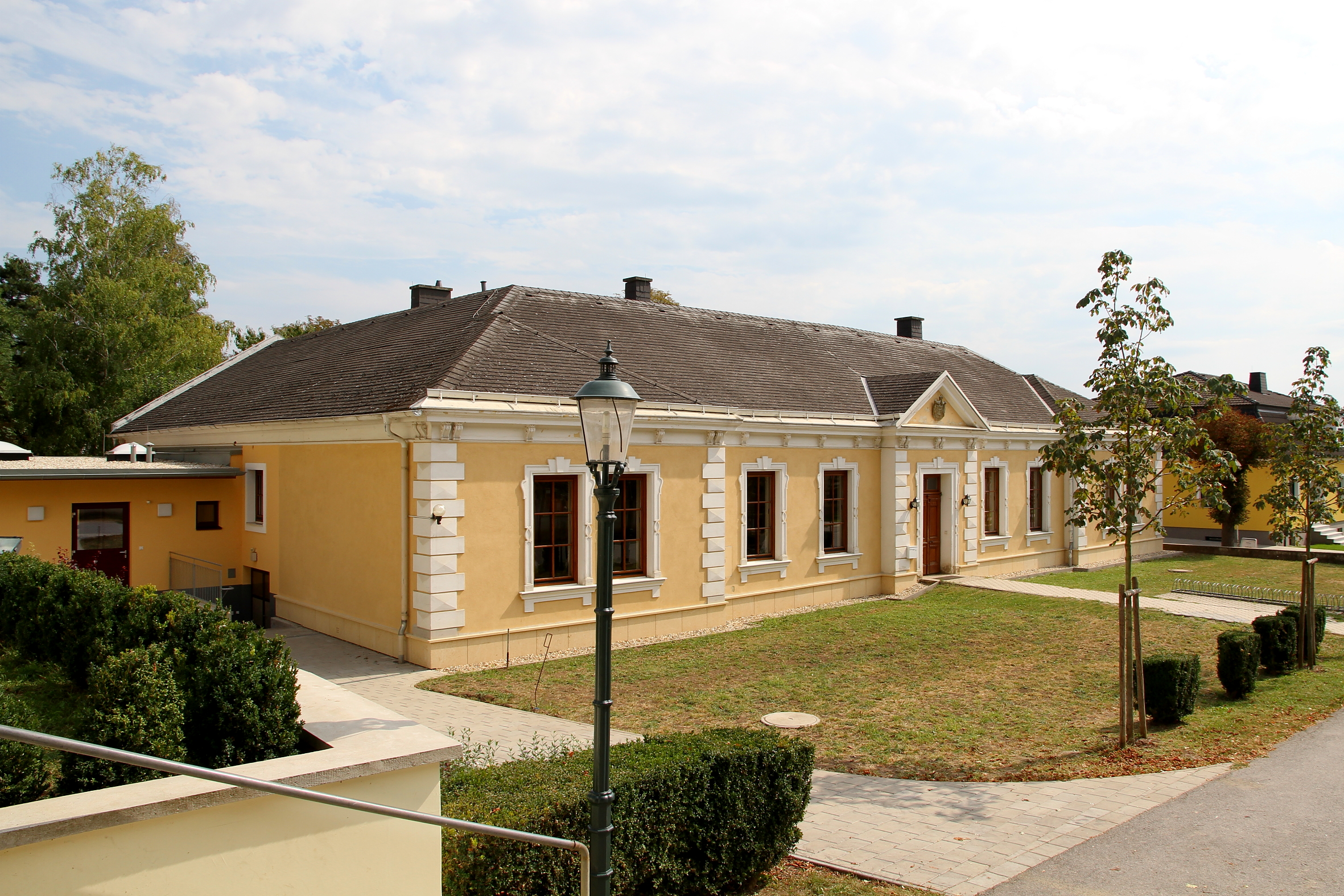
Ehemaliger Pfarrhof, heutiger Kindergarten

- Schloss Halbturn: barocke Schlossanlage, 1701 bis 1711 von Johann Lucas von Hildebrandt erbaut, später durch den Hofbaumeister Franz Anton Hillebrandt umgebaut, und von Franz Anton Maulbertsch mit Fresken versehen. Ursprünglich als Jagdschloss für Kaiser Karl VI. errichtet. Im Schloss finden regelmäßig Veranstaltungen wie Ausstellungen und die Halbturner Schlosskonzerte statt.
- Katholische Pfarrkirche Halbturn

### Regelmäßige Veranstaltungen
- Die Halbturner Schlosskonzerte finden seit 1973 jährlich an den Samstagen in den Monaten Juli und August statt.

## Wirtschaft und Infrastruktur
In Halbturn sowie der Nachbargemeinde Andau wurde im Jahr 2014 der Windpark Andau/Halbturn eröffnet. Insgesamt 79 Windkraftanlagen liefern jährlich rund 545 Millionen kWh Strom.
Durch Halbturn führt der von Frauenkirchen kommende und bis zur Einbindung in den Jakobsweg Österreich in Haslau-Maria Ellend überwiegend im Burgenland verlaufenden Jakobsweg Burgenland. Der Jakobsweg Ungarn knüpft in einer Variante in Halbturn an den Jakobsweg Burgenland an. Auch der Ostösterreichische Grenzlandweg verläuft durch den Ort.

## Politik

### Gemeinderat

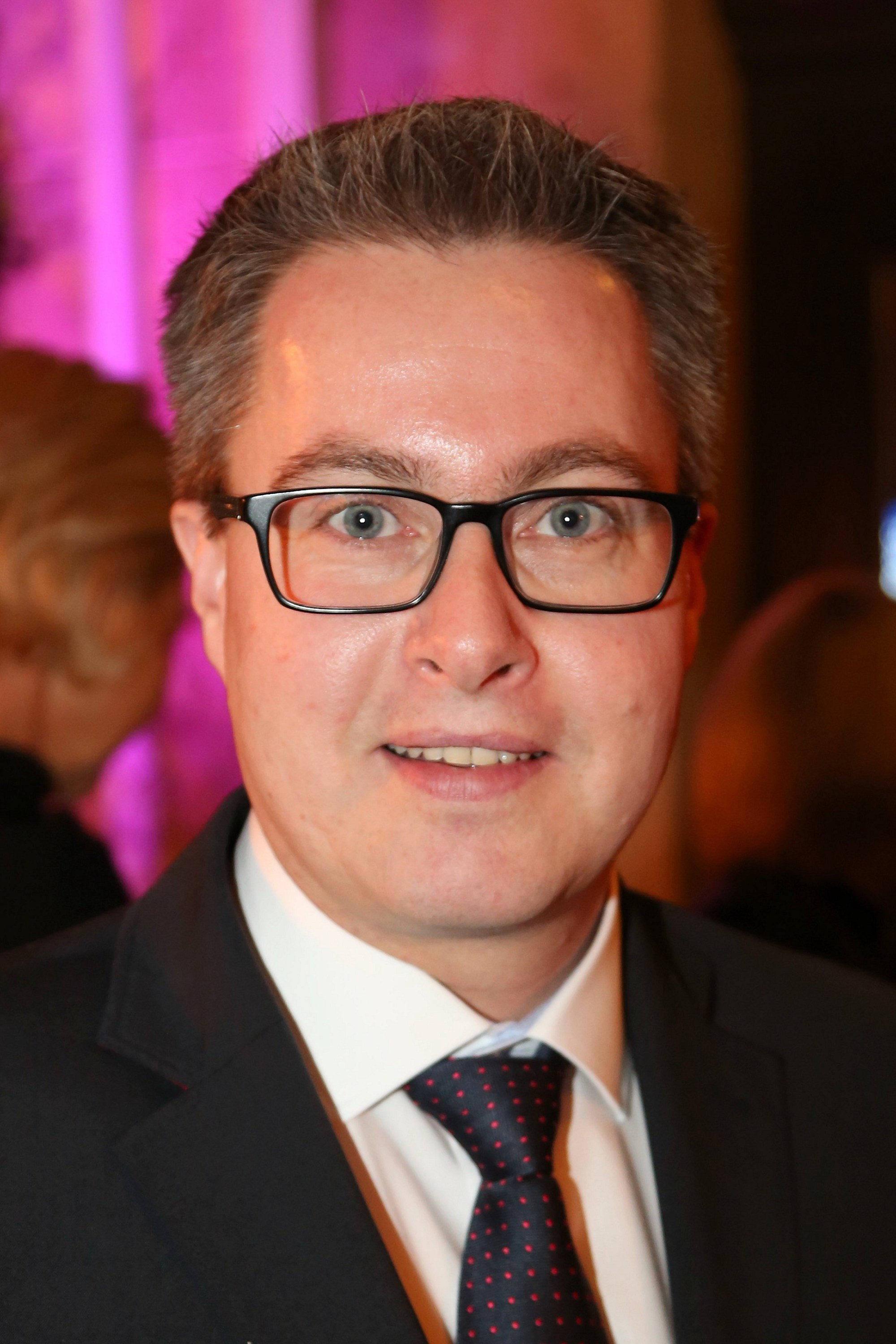
Bürgermeister Markus Ulram

Der Gemeinderat umfasst aufgrund der Einwohnerzahl insgesamt 21 Mitglieder.
| Partei          | 2022             | 2022             | 2022             | 2017             | 2017             | 2017             | 2012             | 2012             | 2012             | 2007             | 2007             | 2007             | 2002             | 2002             | 2002             | 1997             | 1997             | 1997             |
| Partei          | Sti.             | %                | M.               | Sti.             | %                | M.               | Sti.             | %                | M.               | Sti.             | %                | M.               | Sti.             | %                | M.               | Sti.             | %                | M.               |
| --------------- | ---------------- | ---------------- | ---------------- | ---------------- | ---------------- | ---------------- | ---------------- | ---------------- | ---------------- | ---------------- | ---------------- | ---------------- | ---------------- | ---------------- | ---------------- | ---------------- | ---------------- | ---------------- |
| ÖVP             | 771              | 58,85            | 13               | 850              | 63,72            | 14               | 698              | 52,13            | 11               | 637              | 46,60            | 10               | 566              | 40,72            | 9                | 460              | 34,80            | 7                |
| SPÖ             | 409              | 31,22            | 6                | 333              | 24,96            | 5                | 489              | 36,52            | 8                | 427              | 31,24            | 7                | 373              | 26,83            | 5                | 287              | 21,71            | 4                |
| FLH 1)          | 130              | 9,92             | 2                | nicht kandidiert | nicht kandidiert | nicht kandidiert | nicht kandidiert | nicht kandidiert | nicht kandidiert | nicht kandidiert | nicht kandidiert | nicht kandidiert | nicht kandidiert | nicht kandidiert | nicht kandidiert | nicht kandidiert | nicht kandidiert | nicht kandidiert |
| FPÖ             | nicht kandidiert | nicht kandidiert | nicht kandidiert | 151              | 11,32            | 2                | 152              | 11,35            | 2                | nicht kandidiert | nicht kandidiert | nicht kandidiert | 451              | 32,45            | 7                | 575              | 43,49            | 10               |
| BLH             | nicht kandidiert | nicht kandidiert | nicht kandidiert | nicht kandidiert | nicht kandidiert | nicht kandidiert | nicht kandidiert | nicht kandidiert | nicht kandidiert | 303              | 22,17            | 4                | nicht kandidiert | nicht kandidiert | nicht kandidiert | nicht kandidiert | nicht kandidiert | nicht kandidiert |
| Wahlberechtigte | 1734             | 1734             | 1734             | 1709             | 1709             | 1709             | 1751             | 1751             | 1751             | 1747             | 1747             | 1747             | 1681             | 1681             | 1681             | 1615             | 1615             | 1615             |
| Wahlbeteiligung | 80,57 %          | 80,57 %          | 80,57 %          | 86,37 %          | 86,37 %          | 86,37 %          | 85,89 %          | 85,89 %          | 85,89 %          | 85,35 %          | 85,35 %          | 85,35 %          | 89,17 %          | 89,17 %          | 89,17 %          | 90,15 %          | 90,15 %          | 90,15 %          |

### Gemeindevorstand
[veraltet]Dem Gemeindevorstand gehören neben Bürgermeister Markus Ulram (ÖVP) und dem Vizebürgermeister Paul Brunner (ÖVP) die geschäftsführenden Gemeinderäte Friedrich Heider (SPÖ), Anita Rongitsch (ÖVP), Gerald Knöbl (ÖVP), Josef Thury (ÖVP) und Roland Ziniel (SPÖ) an.

### Bürgermeister
Bürgermeister ist Markus Ulram (ÖVP), der 2011 die Nachfolge von Peter Nachtnebel (ÖVP) antrat. Bei der Wahl 2022 verteidigte er sein Amt mit 65,06 Prozent der Stimmen im ersten Wahlgang.

## Persönlichkeiten

### Söhne und Töchter der Gemeinde
- Karl Ratzenböck (1878–1946), Landwirt und Politiker
- József Grősz (1887–1961), römisch-katholischer Erzbischof von Kalocsa in Ungarn
- Franz Thury (1909–1988), Landesbeamter und Politiker